# NSU 8/15 PS
Der NSU 8/15 PS war ein PKW der Mittelklasse, den die Neckarsulmer Fahrzeugwerke Aktiengesellschaft in den Jahren 1907 bis 1910 bauten. Er reihte sich zwischen den kleineren 6-PS- und den größeren 10-PS-Modellen ein.
Der wassergekühlte Motor war ein Vierzylinder-Blockmotor mit einem Hubraum von 1750 cm³ (Bohrung × Hub = 76 × 100 mm), der 16 PS (11,8 kW) bei 1500/min leistete. Dieser Motor hatte eine dreifach gelagerte Kurbelwelle, eine Magnetzündung, eine automatische Zentralschmierung und stehende Ventile in einem T-Zylinderkopf. Der 50 l große Kraftstofftank lag hinten. Der Kraftstoff wurde durch die Auspuffgase nach vorne in den Vergaser gefördert. Die Motorkraft wurde über eine Lamellenkupplung im Ölbad, ein Dreiganggetriebe mit rechts angebrachter Kulissenschaltung und eine Kardanwelle auf die Hinterräder übertragen. Der Radstand der Wagen betrug 2635 mm, ihre Spurweite 1150 mm und das Gewicht des Fahrgestells 600 kg. Die Höchstgeschwindigkeit lag bei etwa 65 km/h.
1910 löste der 9/18 PS dieses Modell ab.